# Райлян, Владимир Фомич
Влади́мир Фоми́ч Райля́н (1893—1968) — советский архитектор, инженер и педагог. Профессор Академии Художеств СССР.

## Биография
Родился в 1893 году в семье петербургского художника Фомы Родионовича Райляна (1870—1930). В 1910 году окончил реальное училище и по конкурсному экзамену поступил в Институт гражданских инженеров, занятия в котором совмещал с производственной работой на петербургских постройках. В 1914 году Владимир Фомич и. о. архитектора Воскресенского Новодевичьего монастыря.
Занятия в Институте, прерванные Первой мировой войной, а затем Гражданской войной возобновились лишь в 1920 году. В 1922 году Райлян окончил институт, защитив на отлично проект строительства Днепрогэс на Днепре. С 1925 года Райлян работает в проектных и строительных организациях Ленинграда. С 1929 года
преподавал в Ленинградском институте инженеров коммунального строительства и в Ленинградском институте инженеров промышленного строительства.
С началом Великой Отечественной войны, до эвакуации, работал начальником штаба первого аварийно-восстановительного полка МПВО, а в последующем в качестве главного инженера группы по проектированию спецсооружений. 30 августа 1945 года Указом Президиума Верховного Совета СССР награждён орденом Трудового Красного Знамени.
После войны Владимир Фомич, являясь членом Городского архитектурного Совета, участвовал в восстановлении Ленинграда, разработке и реализации планов развития Ленинграда.
Скончался в 1968 году.

## Проекты и научная деятельность
За время работы в проектных и строительных организациях Ленинграда архитектором выполнена весьма большая строительная и проектная работа, охватывающая свыше 60 % всего нового непромышленного строительства в Ленинграде, в том числе такие крупные сооружения, как Дворец культуры имени А. М. Горького, Дом Советов, здания Кировского, Московского, Володарского райсоветов, жилые кварталы в Кировском и Володарском районах, на Выборгской стороне и Васильевском острове, кинотеатры «Гигант» и «Москва», корпуса Боткинской больницы и больницы Эрисмана, большая часть школьного строительства и др., а также многие работы по восстановлению, начиная с Мариинского театра.
В. Ф. Райлян также занимался вопросами типизации и облегчения конструкций жилищного и школьного строительства. Под его руководством выпущен ряд проектов типовых секций жилых домов, типовых малоэтажных жилых домов, школ и детских учреждений, многокрактно осуществленных в натуре.
В 1928 году им был введен в практику ленинградского стротительства тип облегченного фундамента.
Его предложения по конструктивному решению фундаментов и стен для строительства на слабых грунтах легли в основу «Технических указаний» по этому вопросу, вышедших в 1940 году.
Под руководством Райляна были разработаны конструктивные проекты (технический и рабочий) Дома Советов, причём он являлся соавтором конструктивной части проекта.